# 秣剌耶山
秣剌耶山（梵文名Malaya），又譯作摩羅耶山、摩羅延山，是佛经和印度教经典中提到的一条山脉，通常认为在西高止山南部。

## 简介
秣剌耶山盛產白檀香樹、樟樹，古代印度文學作品喜愛以來自秣剌耶山的風來比喻香風，著名佛教中觀論師清辨出身於此。
秣剌耶山在補陀落迦山以西，有人認為《本生經》中所記的旃陀迦山，即是此處。